# Stélio Craveirinha
Stélio Newton Craveirinha (* 3. März 1950; † 11. Oktober 2020 in Maputo) war ein mosambikanischer Leichtathlet und Leichtathletiktrainer.

## Biografie
Stélio Craveirinha startete bei den Olympischen Spielen 1980 in Moskau im Weitsprung. Er konnte jedoch das Finale nicht erreichen und belegte im Endklassement den 27. Platz.
Craveirinha stellte mehrere nationale Rekorde im Weitsprung sowie in der 4-mal-100-Meter-Staffel zusammen Leonardo Loforte, Constantino Reis und Vicente Daniel auf.
Nach seiner aktiven Laufbahn wurde er Trainer von Athletinnen wie Tina Paulino oder Maria de Lurdes Mutola, der erfolgreichsten Leichtathletin Mosambiks. Für diese arrangierte sein Vater José Craveirinha ein Athletenstipendium in den Vereinigten Staaten. Sie gewann eine Goldmedaille im 400-Meter-Hürdenlauf bei den Olympischen Spielen 2000 in Sydney. Des Weiteren war Stélio Craveirinha bei seinem Verein Desportivo Maputo als Athletiktrainer der Fußball- und Basketballmannschaften tätig.